# Puccinellia nutkaensis
Puccinellia nutkaensis là một loài thực vật có hoa trong họ Hòa thảo. Loài này được (J.Presl) Fernald & Weath. miêu tả khoa học đầu tiên năm 1916.